# Wusab Al Ali (huyện)
Huyện Wusab Al Ali là một huyện thuộc tỉnh Dhamar, Yemen. Đến thời điểm năm 2003, huyện này có dân số 164223 người